# Misil antitanque

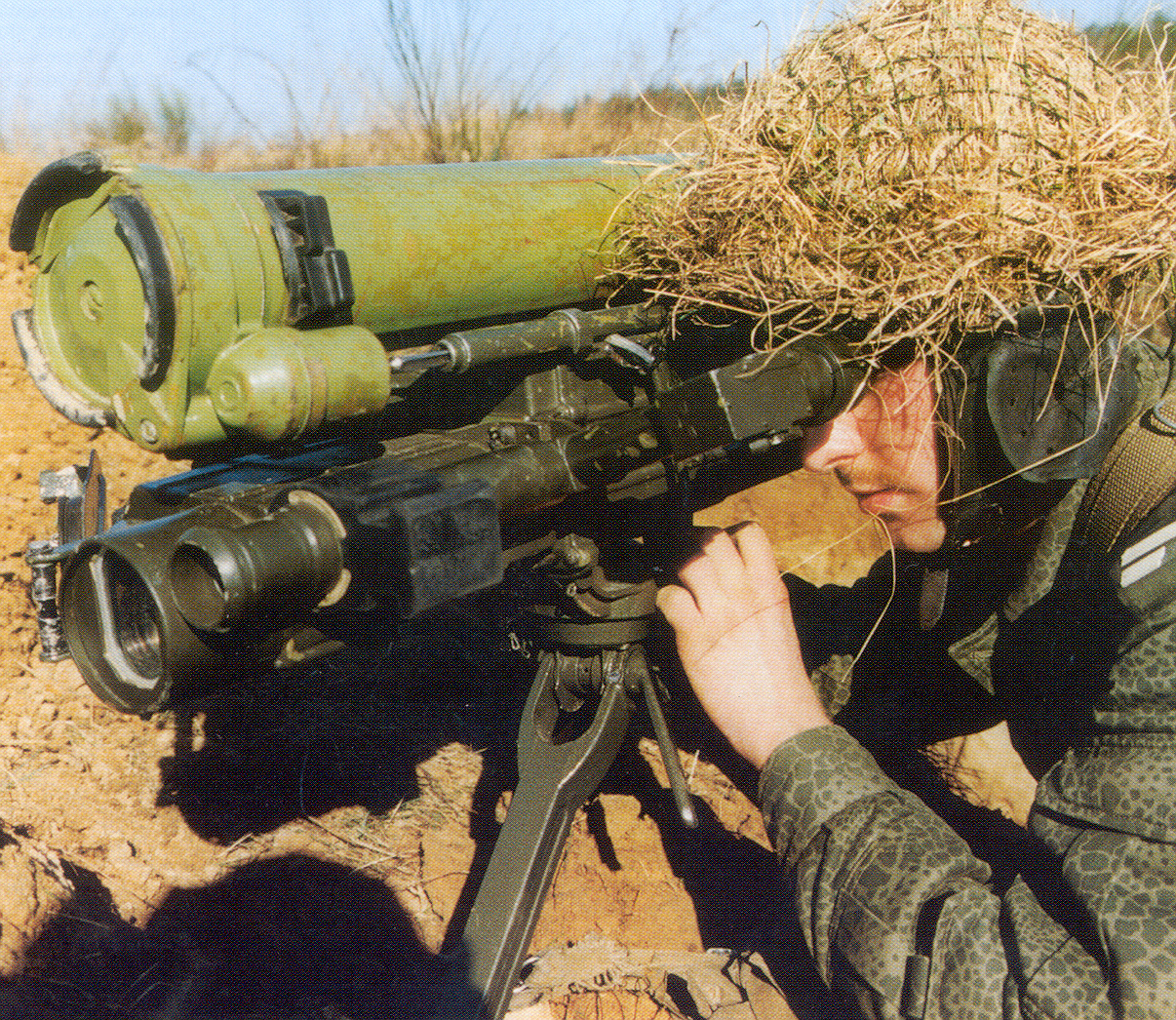
9M115 Metis del ejército polaco

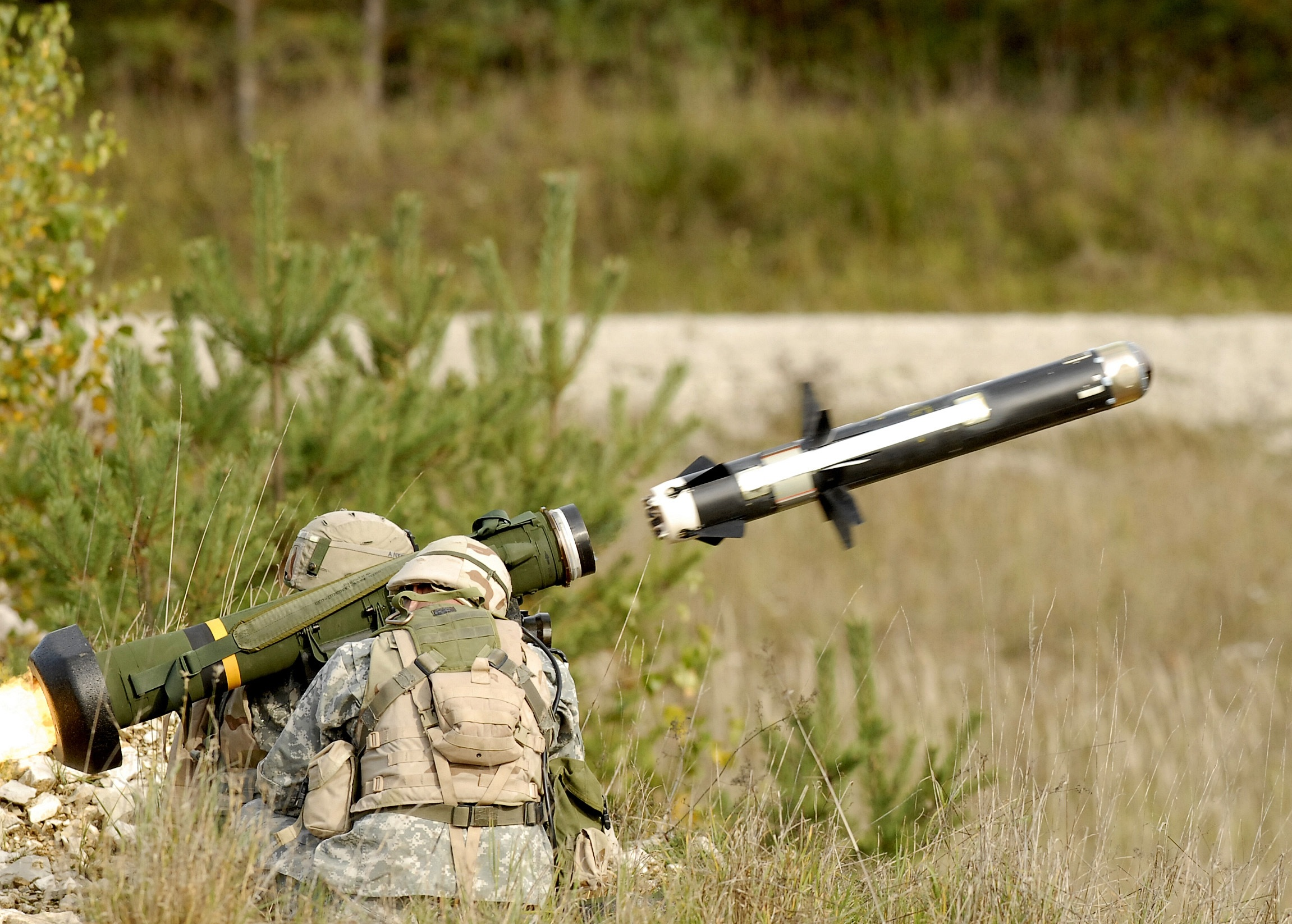
FGM-148 Javelin, uno de los modelos de misil antitanque utilizados en la invasión rusa de Ucrania de 2022.

Un misil contracarro, misil anticarro o misil antitanque (en inglés: anti-tank guided missile, ATGM) es un misil diseñado primariamente para destruir carros de combate o cualquier vehículo de combate blindado.
El tamaño y el rango de alcance de los misiles contracarro varía desde lanzadores que pueden ser transportados por una sola persona hasta grandes montajes que requieren varios equipos para transportarlo y dispararlo, los cuales pueden ser vehículos o aeronaves.
La introducción de los pequeños y portables misiles contracarro con grandes ojivas en el campo de batalla moderno ha dado a la infantería la capacidad de dañar el blindaje de los carros de combate, normalmente con un solo disparo. Las primeras armas antitanque como los fusiles antitanque, cohetes antitanque o las minas antitanque magnéticas tenían una limitada capacidad de traspasar la coraza de un carro y requerían un acercamiento peligroso al objetivo.

## Orígenes
Cuando la guerra empezó a cambiar claramente a favor de los Aliados, el ejército alemán sintió la necesidad de equipar a su infantería con armamento anticarro, a nivel de sección, más letal que los lanzacohetes Panzerfaust o Panzerschreck. En 1944, el OKH le pide formalmente que se desarrolle un misil anticarro capaz de destruir tanques enemigos a media-larga distancia. Apodado Rotkäppchen («Caperucita Roja») el misil Ruhrstahl X-7 llegó a producirse en serie pero no llegó a emplearse en combate. Las unidades fabricadas y planos fueron capturados por los aliados.

## Desarrollo

### Primera generación

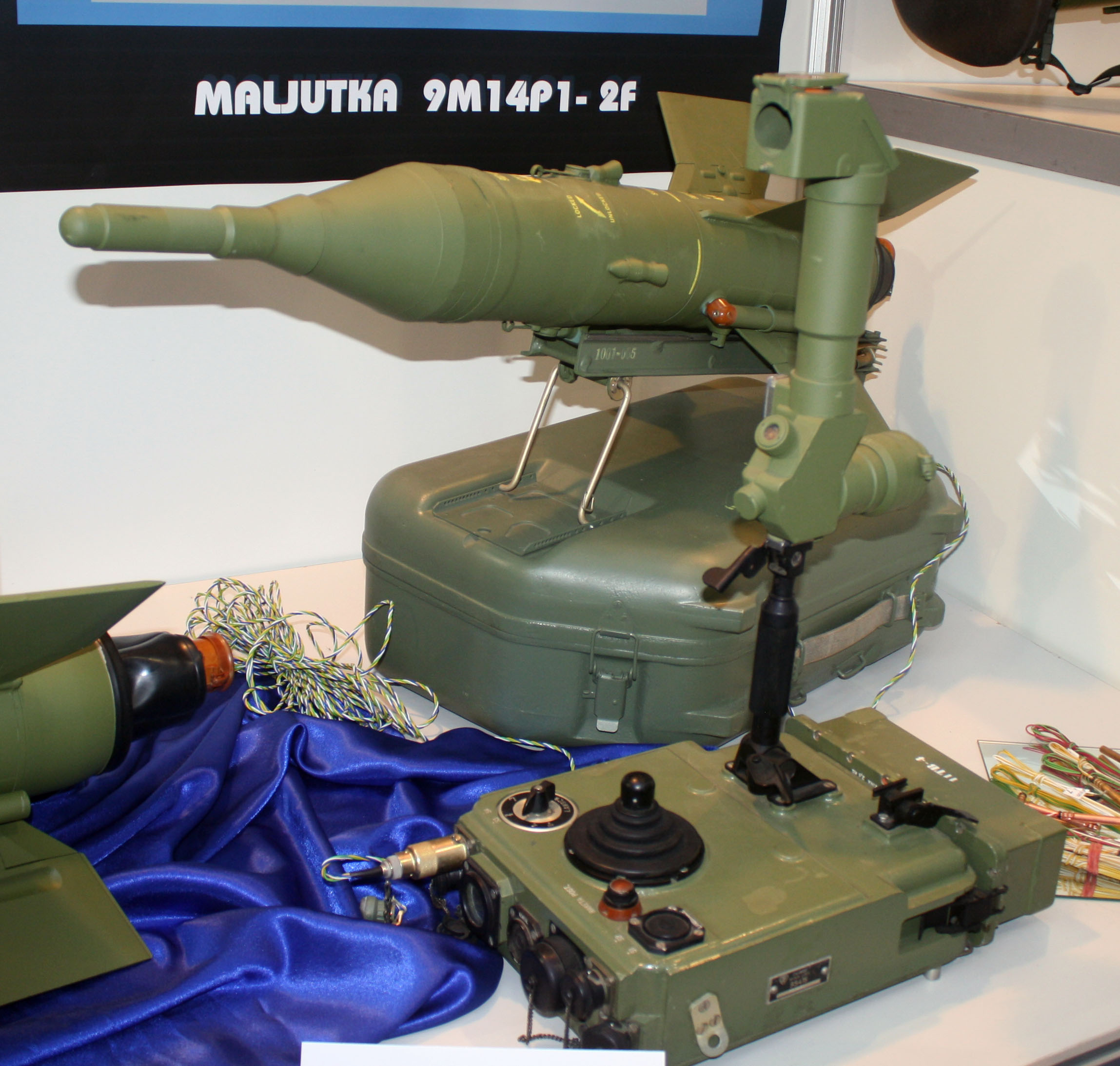
Un misil 9K11 Maliutka (designación OTAN: "AT-3 Sagger") con su dispositivo de lanzamiento.

Tras la guerra los aliados comenzaron a trabajar en diseños de misiles antitanque basándose en los trabajos alemanes. En 1952 Francia produjo el primer diseño occidental, el SS.10. En 1959 la URSS introdujo su equivalente, el AT-1 Snapper.
La primera generación de misiles MCLOS como el AT-3 Sagger precisan el uso de un operador que, por medio de una palanca de mando o cualquier otro tipo de dispositivo de control, guíe el misil al blanco. La principal desventaja de este tipo de guías es que el operador debe de mantenerse quieto y observando el blanco durante el tiempo de vuelo del misil. Debido a esto el operador es vulnerable al fuego enemigo mientras guía al misil. Adicionalmente la posibilidad de acertar al blanco dependía exclusivamente de la pericia y entrenamiento del tirador, lo cual los convertía en soldados muy valiosos que los ejércitos no podían permitirse perder.

#### Experiencia en combate
- Guerra de Independencia de Argelia: El misil SS.11 fue empleado en combate, mostrándose eficaz contra puntos fuertes de la guerrilla. Francia fue el primer país en emplear misiles disparados desde helicópteros en combate real.
- Guerra de los Seis Días (1967): Se utilizó de manera limitada por parte árabe el misil AT-1 Snapper. Solo un carro israelí fue destruido y se le atribuye una probabilidad de impacto real en combate inferior al 25 %. Se desconoce si los israelíes emplearon sus SS-11 en combate, aunque se cree que no llegaron a necesitarlo gracias a la eficacia demostrada por sus tanques.
- Guerra de Vietnam: Comprado por Estados Unidos y desplegado en Vietnam montado en helicópteros UH-1B el misil francés SS.11 fue empleado en combate en 1965 y registró obtuvo una estadística de acierto en combate de impacto del 10 %. El AT-3 Sagger fue usado al final de la guerra por el Ejército de Vietnam del Norte contra del Ejército de Vietnam del Sur.
- Guerra de desgaste (1969-73): Egipcios y sirios dispararon algunos AT-3 Sagger contra posiciones israelíes en el Sinaí y Golán. Israel contaba con informes acerca del uso que los árabes darían a sus misiles en caso de guerra. Solo en el Golán esta información llegó a las unidades de primera línea y se realizaron esfuerzos para enfrentar a los AT-3 sirios.
- guerra de Yom Kipur (1973): El misil AT-3 Sagger fue disparado en grandes números por los soldados egipcios logrando estadísticas de acierto en combate real del 25 % frente a los contraataques iniciales israelíes en el Sinaí. Hacia el final de la guerra se estima que bajó a un 5 % debido a las mejoras en tácticas de combate israelíes (empleo fuego supresivo, mejora en las tácticas de armas combinadas, empleo cortinas humo, etc). Los soldados sirios, peor entrenados, no lograron el éxito de los egipcios.
- Guerra de las Malvinas: La Marina Real británica empleó misiles AS.12 para inhabilitar un submarino argentino.

### Segunda generación

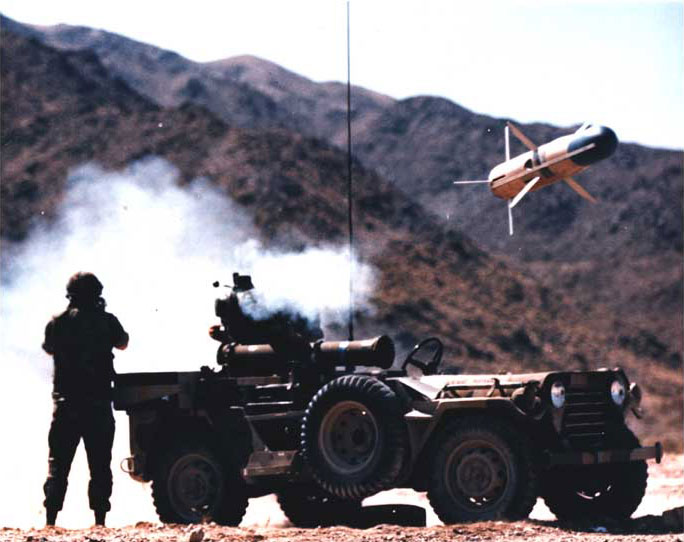
Lanzamiento de un TOW desde un M151, año 2004.

La OTAN estaba muy interesada en perfeccionar los misiles contracarro ya que los tanques occidentales eran más costosos y menos numerosos que los soviéticos. En consecuencia, los misiles de medio y largo alcance eran la solución idónea para reducir la capacidad del enemigo, permitiendo desgastar el ataque acorazado enemigo y así reducir su efecto.
La segunda generación de misiles guiados en forma semiautomática SACLOS exigen que el operador mantenga la mira sobre el blanco hasta el impacto. Las instrucciones del guiado automático son enviadas al misil a través de cables o señales de radio, o por medio de una marca láser o una cámara de televisión ubicada en la nariz del misil. Ejemplos de esto son los misiles BGM-71 TOW, Milan, Swingfire y 9M133 Kornet. En este tipo de misil es también necesario que el operador permanezca estacionario durante el vuelo del misil.
El misil antitanque ya estaba los bastante maduro como para que EE. UU. decidiera que el misil reemplazara a los cañones sin retroceso de 106mm montados en jeeps. Las deficiencias más importantes seguían siendo la limitada movilidad y la necesidad de una línea de puntería directa hacia el objetivo, lo cual implicaba la necesidad de buscar buenas posiciones de tiro y limitaba las estrategias a emplear. Sin embargo esto ni impidió modernizaciones continuas de los misiles de esta generación: sistemas de visión nocturna, cabeza explosiva en tándem, etc.

#### Experiencia en combate
- Guerra de Vietnam: En 1972 dos UH-1B fueron enviados a Vietnam de modo experimental, siendo el bautismo de fuego del misil TOW que destruyó varios blindados del Ejército de Vietnam del Norte.
- Guerra de Yom Kippur: Lanzadores TOW montados en half tracks fueron empleados por los israelíes.
- Líbano: En 1982 los israelíes emplearon misiles TOW. Varios T-72 sirios fueron destruidos en emboscadas con misiles.
- Guerra entre Irán e Irak: El Ejército iraní empleó misiles TOW. Los helicópteros AH-1 iraníes reclamaron algún derribo de helicópteros enemigos mediante misiles Tow.
- Afganistán: En los últimos años de la invasión soviética la resistencia afgana recibió algunos misiles Milan.
- Guerra de Chad: en la conocida también como Toyota War los chadianos montaron misiles Milan en todo-terrenos y lograron derrotar a las columnas acorazadas libias.
- Angola: El ejército Sudafricano empleó misiles Milan contra los T-55 y T-62 angoleños y cubanos.
- Guerra de Malvinas: los ingleses emplearon misiles Milan para atacar posiciones argentinas.
- Guerra de Irak: En 2003 dos carros M1 y un blindado M2 Bradley fueron dañados por misiles Kornet.
- Guerra civil siria: Misiles TOW y han sido empleados contra los tanques T-90 y T-72 del gobierno sirio. A su vez el gobierno ha empleado misiles Kornet contra las milicias opositoras. Misiles Milan se han empleado por todas las partes del conflicto. Otros misiles empleados han sido los HJ73 chinas, la versión iraní del Tow (Toophan), AT-4 Fagot, AT-7 Saxhorn, etc
- Guerra del Líbano de 2006: Hezbolá empleó misiles Kornet contra los israelíes, destruyendo y dañando varios carros Merkava.
- Israel: Un misil Kornet E disparado por milicias palestinas atravesó el blindaje de un carro Merkava. En 2014 los ataques con misiles fueron neutralizados por el sistema Trophy israelí.
- Guerra civil de Irak: El Estado islámico ha empleado misiles Kornet contra el ejército iraquí y turco, destruyendo varios carros.

### Tercera generación

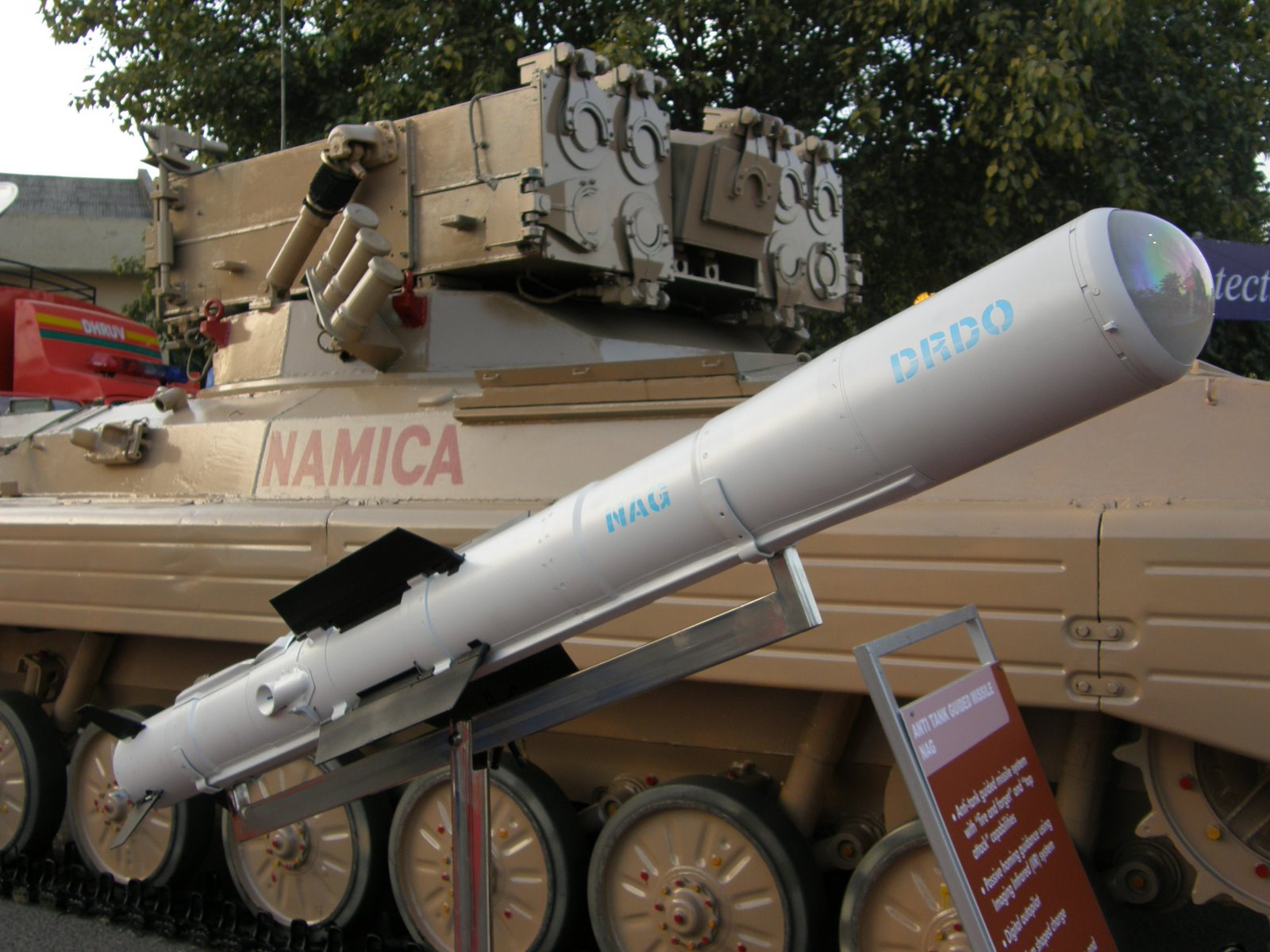
Misil Nag en un lanzador NAMICA.

Este tipo de misil no requiere ser guiado después del lanzamiento y no tiene necesidad de que el lanzador permanezca en línea visual con el objetivo. Así se evita que el soldado o vehículo lanzadores sean vulnerable durante el ataque y cuentan con más tiempo para cambiar de posición o esconderse. La información sobre el objetivo es programada en el misil justo antes de disparar y después el misil se guía por sí mismo mediante alguna combinación de giroscopios y acelerómetros, GPS, radar orgánico, e infrarrojos.
En esta tercera generación los sistemas de guía hacen uso de un láser, un sistema de imagen electro-óptico o un buscador de radar en la nariz del misil. Una vez que el blanco es identificado, el misil no necesita más asistencia en el guiado durante el vuelo (es decir, «dispara y olvida» o «Fire & Forget») y el operador puede retirarse tras el disparo. Sin embargo, este sistema de misiles es más propenso a contramedidas electrónicas que los misiles MCLOS y SACLOS. Ejemplos de estos son los misiles estadounidenses Javelin, el alemán PARS 3 LR, los israelíes LAHAT y Spike y el indio Nag.
La mayoría de los misiles contracarro modernos tienen una ojiva de carga hueca altamente explosiva, diseñada específicamente para penetrar blindajes. Se han diseñado misiles con carga en tándem para penetrar el blindaje reactivo. La pequeña carga inicial elimina la ERA mientras que la carga principal intenta penetrar en el blindaje principal.
la tercera generación implicaba en su inicio nuevas tácticas, empleando una combinación de sistemas disparador-designador, por ejemplo el helicóptero Apache combinado con el helicóptero Kiowa. Los nuevos desarrollos de tercera generación prescinden del elemento designador, ya que una vez disparados el propio misil mantiene el blanco iluminado hasta el impacto.
Armas antitanque como las bazucas y lanzacohetes no son considerados misiles contracarro, ya que el proyectil no es guiado.

#### Experiencia en combate
- Guerra del Golfo: En 1991 cientos de misiles Hellfire se emplearon en combate en Kuwait.
- Angola: Tras los problemas en combate con los cables de los misiles Milan al enredarse en la maleza se desarrolló el misil ZT-3 con ayuda israelí. EL ZT-3 montado en blindados Ratel entró en combate en 1987.

#### Misil Lahat
El misil LAHAT es de guiado lasérico semiactivo, por lo tanto pertenece a la segunda generación. Los de tercera que son electroópticos son menos susceptibles a la perturbación, ya que no emiten radiación hacia el blanco y por tanto son menos vulnerables a las contramedidas.
Efectivamente, el sistema Lahat requiere que el operador o un observador avanzado mantenga un contacto visual con el objetivo. Por consiguiente, el misil carece de la tecnología de «dispara y olvida» que solo poseen los misiles electroópticos, guiados por radar de baja frecuencia, y los llamados pasivos IIRR. El sistema Lahat pertenece a una categoría intermedia entre el Saclos y los «dispara y olvida» denominado SAL, Semi Active Laser, los cuales fueron ideados como subsistemas complementarios a otros sistemas mayores, como tanques, artillería de campaña, helicópteros de combate y morteros pesados a los cuales se les dotó de munición contracarro de gran precisión, capaz de batir blancos en rangos mayores a los 5 km. Por ejemplo, para los tanques existen misiles que pueden ser lanzados desde los tubos de sus cañones, como es el caso del ruso Bastion, Stabbler y Sniper, el ucraniano Kombat y el israelí Lahat; para artillería al ruso Krasnopol para calibres de 155mm o 152mm de 24 km de rango y la Kitolov para 122mm que sobrepasan a los 17 km y otra gran variedad de munición guiada por láser para morteros de 160mm y 120mm. En la actualidad países como Alemania, la India y el propio Israel han adquirido algunos Lahat para ser disparados desde sus carros Leopard II, Arjun y Merkava, respectivamente, y no para formar el núcleo de sus unidades antitanque por excelencia.

### Cuarta generación

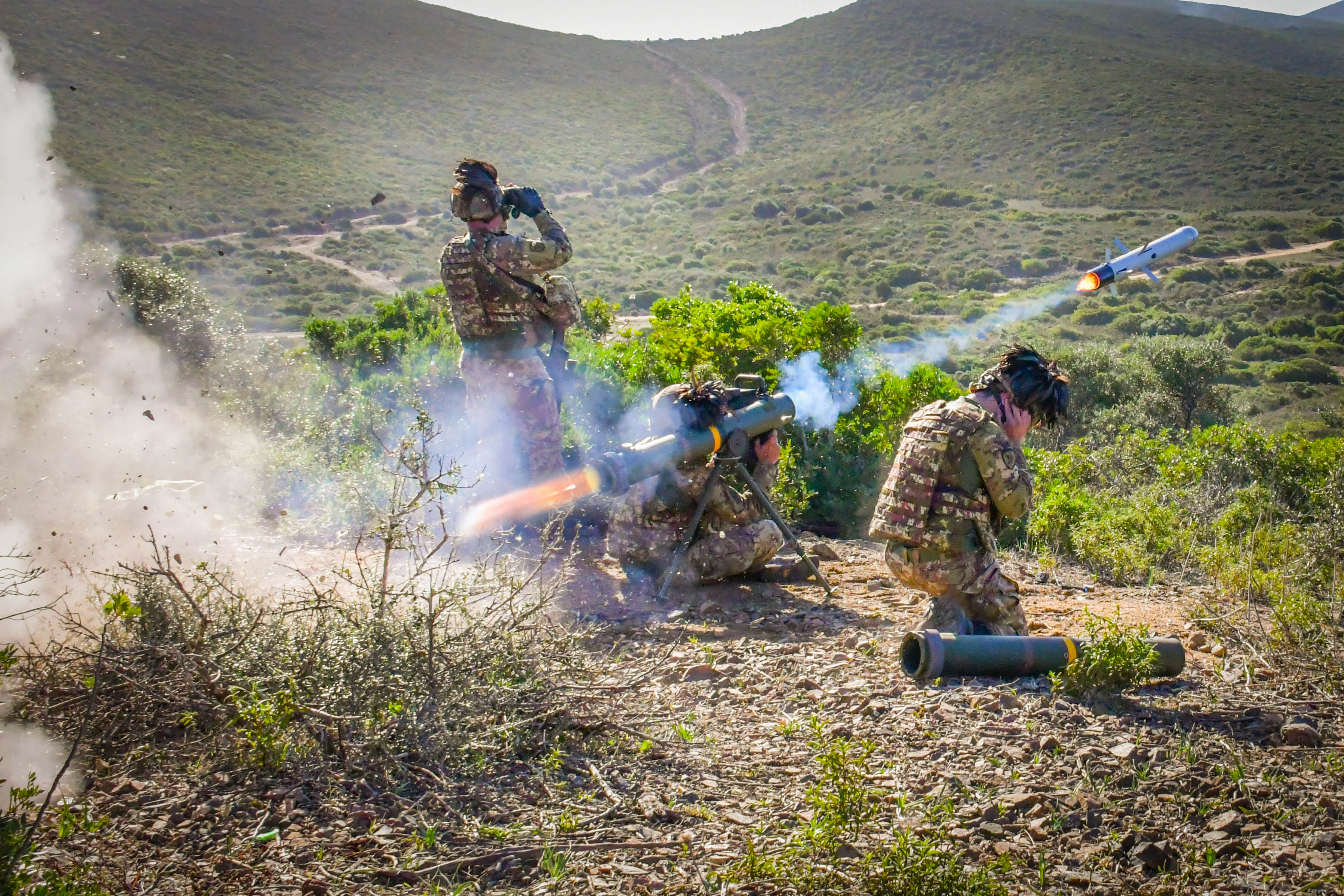
Lanzamiento de un misil Spike del 8.º Regimiento de Bersaglieri del ejército italiano durante unas maniobras militares en 2022

La cuarta generación está formada por aquellos misiles que han incorporado la capacidad de actualizar el guiado en todo momento, en una mejora actualizada del «dispara y olvida». Si el misil se controla durante el vuelo esto se hace mediante fibra óptica o infrarrojos. Muchos son evoluciones de los misiles de tercera generación, como por ejemplo el misil Hellfire guiado por láser pasó a estar integrado en la cuarta generación al utilizar un buscador radar.
Ejemplos de esta generación son el Spike ER, Hellfire.

#### Empleo en combate
- Afganistán: Los ejércitos occidentales emplearon el misil contracarro Javelin contra la insurgencia en Afganistán.
- Irak: Los soldados de la coalición emplearon misiles Javelin en la invasión de 2003.
- Siria: usados misiles antitanque por todos los bandos de la guerra civil siria, desde que se inició en 2011.
- Ucrania: los soldados ucranianos utilizaron misiles anticarro suministrados por países occidentales como el Javelin, el NLAW, el Panzerfaust 3 o el C90 durante la invasión rusa de Ucrania de 2022 contra los blindados rusos.

### Quinta generación
- El Akeron MP es un misil antitanque guiado portátil francés de quinta generación, el Akeron MP fue desarrollado por MBDA Missile Systems y está destinado a reemplazar al misil anticarro MILAN, vendido en diversos países del Mundo.